# Paulo Autran
Paulo Paquet Autran (Rio de Janeiro, 7 de setembro de 1922 — São Paulo, 12 de outubro de 2007) foi um ator brasileiro de teatro, cinema e televisão.
Na televisão destacou-se em Guerra dos Sexos, em que contracenava ao lado de Fernanda Montenegro e protagonizou algumas cenas antológicas da teledramaturgia, e em Pai Herói, quando viveu o vilão carismático Bruno Baldaraci. Nos últimos anos fez apenas participações especiais, principalmente em minisséries, a última das quais Um Só Coração, em 2004. Em 2012, apareceu em uma participação especial na telenovela Guerra dos Sexos apenas um flashback e o seu velório, ambos exibidos no primeiro capítulo.
No cinema, sua estreia ocorreu em 1952 em Appassionata. Posteriormente, esteve nos filmes Uma Pulga na Balança, Destino em Apuros, É Proibido Beijar, As Sete Evas, além de encarnar Deus em O Menino Arco-Íris. No entanto, teve papel em destaque no ano de 1987 ao interpretar Gui em O País dos Tenentes, sendo eleito 'Melhor Ator' pelo Festival de Brasília. Seu último personagem no cinema foi no longa argentino O Passado, de Héctor Babenco.

## Biografia
Carioca, Paulo Autran mudou-se cedo para São Paulo, onde passou a maior parte de sua vida e estudou no Colégio Marista Arquidiocesano de São Paulo. Depois estudou Direito na capital paulista por influência do pai - que era delegado de polícia - e formou-se na Faculdade de Direito do Largo São Francisco em 1945, inicialmente pensando em ser diplomata. Anteriormente a São Paulo, Paulo Autran morou na cidade de Sorocaba. Em 2006, em um encontro em Sorocaba com o poeta e letrista Marcelo Adifa, Paulo contaria emocionado como era brincar na casa grande que ocupavam na região central do município.
Desapontando na profissão de advogado, participou de algumas peças teatrais amadoras, tendo sido convidado a estrear profissionalmente com a peça Um Deus dormiu lá em casa, de Guilherme Figueiredo, com direção de Silveira Sampaio, em montagem do Teatro Brasileiro de Comédia (TBC). No começo relutou, afirmando não ser ator profissional. Entretanto, após receber o incentivo de sua amiga Tônia Carrero, aceitou o desafio. A peça, que estreou para o grande público no dia 13 de dezembro de 1949, no Teatro Copacabana, Rio de Janeiro, tornou-se um grande sucesso, rendendo inclusive alguns prêmios para o jovem ator. Posteriormente, "Um Deus..." foi novamente montada, dessa vez pela Companhia Tônia-Celi-Autran (CTCA), com direção de Adolfo Celi, em 1956.
Após seu primeiro êxito comercial, Autran resolveu largar a advocacia e passou a se dedicar exclusivamente à carreira artística, dando prioridade ao teatro, sua grande paixão. Chegou a atuar em alguns filmes e telenovelas, mas foi no palco que desenvolveu sua arte e se tornou conhecido, vindo a receber o epíteto de "O Senhor dos Palcos". No entanto, também teve memoráveis atuações na televisão e no cinema, em especial por sua participação em Terra em Transe, clássico de Glauber Rocha.
Ao longo de sua carreira, estabeleceu importantes parcerias, com diretores como Adolfo Celi, Zbigniew Ziembiński e Flávio Rangel, e atrizes, como Tônia Carrero.
Estreou seu 90º espetáculo em 2006, a peça O Avarento, de Molière, no Teatro Cultura Artística. Essa peça teve a sua temporada suspensa porque o ator apresentou problemas de saúde.
No ano anterior à sua morte, Paulo Autran passara por diversas internações, por conta de um câncer de pulmão. O tratamento (radioterapia e quimioterapia) não o impediu de seguir atuando em O Avarento - e nem de seguir fumando até quatro maços de cigarros por dia.
Desde 1999, Paulo Autran era casado com a atriz Karin Rodrigues, com quem vivia em relacionamento desde 1974.
Faleceu aos 85 anos, depois de sofrer um enfisema pulmonar e por complicações decorrentes do câncer. A pedido da família, a causa mortis não foi divulgada pela equipe médica que o acompanhava. Seu corpo foi velado na Assembleia Legislativa de São Paulo e  cremado no Crematório da Vila Alpina.
Em 15 de julho de 2011, a Lei 12 449 o declarou Patrono do Teatro Brasileiro.

### Carreira na televisão

Autran protagonizou com Fernanda Montenegro (foto) em Guerra dos Sexos.

Iniciou sua trajetória em 1960 como Mundinho Falcão na telenovela Gabriela, Cravo e Canela, na Rede Tupi. Retornaria para a televisão somente em 1979 pela Rede Globo na pele do vilão Bruno Baldaracci (Nuno) em Pai Herói. No início da década de 1980, foi para Rede Bandeirantes viver Paco Valdez em Os Imigrantes.
Seu papel em destaque, no entanto, só viria em 1983 na telenovela Guerra dos Sexos, da emissora global, ao interpretar o protagonista Otávio, contracenando ao lado da atriz Fernanda Montenegro, além de ser lembrado pela cena de ambos se sujarem durante o café da manhã. Três anos mais tarde, deu vida ao Aparício Varela em Sassaricando.
Em 1990, foi para o SBT atuar na telenovela Brasileiras e Brasileiros. Oito anos mais tarde, voltou para a Rede Globo como Padre Nelson na minissérie Hilda Furacão, concluindo o milênio fazendo uma participação especial no programa Você Decide como Custódio, no episódio "O Tesouro da Juventude". Seu último trabalho na televisão foi em 2004 na minissérie Um Só Coração, sendo ele mesmo.

### Carreira no cinema
Estreou nas telonas em 1952 como advogado de Sílvia em Appassionata e como um médico em Veneno. Nos dois anos seguintes, viveu Antenor em Uma Pulga na Balança, além de integrar o elenco de Destino em Apuros e É Proibido Beijar. Retornou ao cinema só na década de 1960 em Tudo ou Nada, além de encarnar Candinho em As Sete Evas. Em 1966, foi narrador na Crônica da Cidade Amada, concluiu a década na pele de Porfirio Dias em Terra em Transe e Bruno em Mar Corrente.

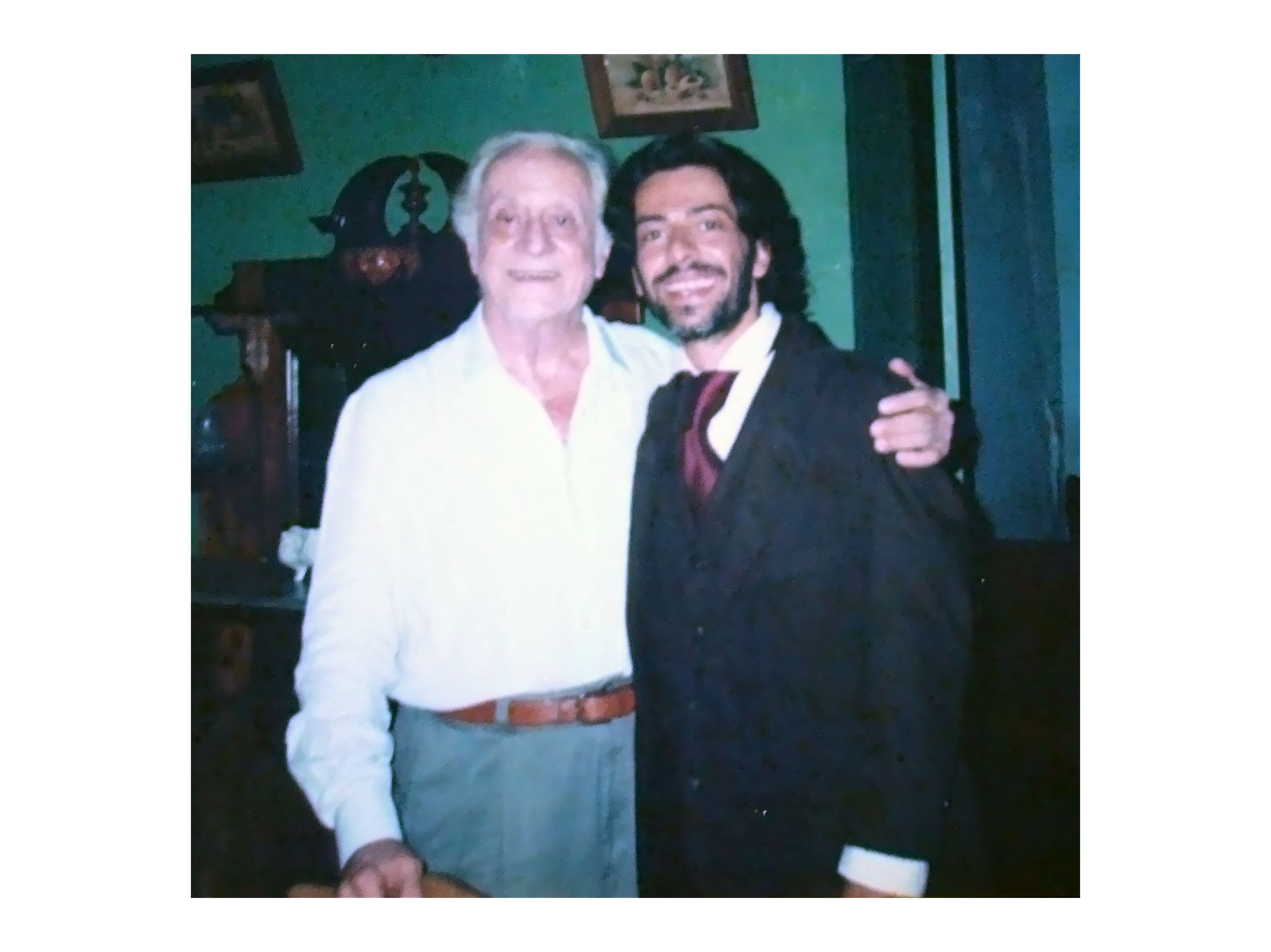
Paulo Autran e Paulo Leão durante as filmagens de O Enfermeiro, 1988

Na década de 1980, foi convidado para interpretar Deus em O Menino Arco-Íris e, cinco anos mais tarde, trabalhou na obra francesa Vertiges. Seu primeiro destaque no cinema só viria em 1987 na pele de Gui em O País dos Tenentes, papel que o garantiu como 'Melhor Ator' no Festival de Brasília. Naquele mesmo ano, também fez uma participação especial em Fogo e Paixão. 
Encerrou o milênio sendo convidado a encarnar como Padre Pennaforte em Tiradentes.
Em 1998 interpretou magistralmente o papel do rabugento Coronel Felisberto no filme O Enfermeiro, adaptação do conto de Machado de Assis dirigido por Mauro Farias e protagonizado por Matheus Nachtergaele. 
Na década de 2000, viveu doutor Enzo em Oriundi; fez participação especial no curta-metragem Artifícios, além de atuar como Antônio velho em A Máquina e na pele de Mótel (avô de Mauro) em O Ano em que Meus Pais Saíram de Férias. Seu último trabalho nas telonas foi em 2007 como professor Pusièrre na obra argentina O Passado.

## Carreira artística

### No teatro
- 1947 - Esquina Perigosa, de J. B. Priestley
- 1948 - A Noite de 16 de Janeiro, de Ayn Rand
- 1949 - Pif-Paf, de Abílio Pereira de Almeida
- 1949 - A Mulher do Próximo, de Abílio Pereira de Almeida
- 1949 - À Margem da Vida, de Tennessee Williams
- 1949 - Um Deus Dormiu Lá em Casa, de Guilherme Figueiredo
- 1950 - Helena Fechou a Pota, de Accioly Neto
- 1950 - Don Juan, de Guilherme Figueiredo
- 1950 - Se Não Chover, de Henrique Pongetti

Paulo Autran e Tônia Carrero em Negócios de Estado, 1958

- 1951 - Seis Personagens à Procura de um Autor, de Luigi Pirandello
- 1951 - Arsênico e Alfazema, de Joseph Kesselring
- 1951 - Ralé, de Máximo Gorki
- 1951 - O Grilo na Lareira, de Charles Dickens
- 1951 - A Dama das Camélias, de Alexandre Dumas Filho
- 1952 - Diálogo de Surdos, de Clô Prado
- 1952 - Para Onde a Terra Nasce, de Edgard da Rocha Miranda.
- 1952 - Antígone, de Sófocles (1º ato) e de Jean Anouilh (2º ato)
- 1953 - Treze à Mesa, de Marc-Gilbert Sauvajon
- 1953 - Na Terra Como No Céu, de Fritz Hochwälder
- 1953 - Assim É... Se Lhe Parece, de Luigi Pirandello
- 1953 - Uma Certa Cabana, de André Roussin
- 1954 - Mortos sem Sepultura, de Jean-Paul Sartre
- 1954 - Uma Mulher do Outro Mundo, de Noel Coward
- 1954 - E o Noroeste Soprou, de Edgard da Rocha Miranda
- 1954 - Leonor de Mendonça, de Gonçalves Dias
- 1955 - Santa Marta Fabril S. A., de Abílio Pereira de Almeida
- 1955 - Profundo Mar Azul, de Terence Rattigan
- 1955 - Inimigos Íntimos, de Pierre Barillet e J.P. Grédy
- 1956 - Otelo, de William Shakespeare
- 1956 - A Viúva Astuciosa, de Carlo Goldoni
- 1956 - Entre Quatro Paredes, de Jean-Paul Sartre
- 1957 - Frankel, de Antônio Callado
- 1957 - Esses Maridos, de George Axelrod
- 1957 - A Ilha das Cabras, de Ugo Betti
- 1957 - Natal na Praça, de Henry Ghéon
- 1957 - Negócios de Estado, de Louis Verneuil
- 1958 - Calúnia, de Lillian Hellman
- 1959 - Lisbela e o Prisioneiro, de Osman Lins
- 1959 - Olho Mecânico, de A.C. Carvalho
- 1959 - Seis Personagens à Procura de um Autor, de Luigi Pirandello
- 1960 - Dois na Gangorra, de William Gibson
- 1960 - Fim de Jogo, de Samuel Beckett
- 1960 - Hoje Comemos Rosas, de Walmir Ayala
- 1961 - Um Castelo na Suécia, de Françoise Sagan
- 1961 - Tiro e Queda, de Marcel Achard
- 1962 - My Fair Lady, de George Bernard Shaw, Frederick Loewe e Alan Jay Lerner
- 1964 - Depois da Queda, de Arthur Miller
- 1965 - Liberdade, Liberdade, de Millôr Fernandes e Flávio Rangel
- 1966 - A Dama do Maxim's, de Georges Feydeau
- 1967 - Édipo Rei, de Sófocles
- 1968 - O Burguês Fidalgo, de Molière
- 1969 - Morte e Vida Severina, de João Cabral de Melo Neto
- 1970 - Brasil e Cia., de de Armando Costa, Ferreira Gullar, Paulo Pontes e Oduvaldo Vianna Filho
- 1970 - Macbeth, de William Shakespeare
- 1971 - As Sabichonas, de Molière
- 1971 - Só porque Você Quer..., de Luigi Pirandello
- 1972 - Em Família, de Oduvaldo Vianna Filho
- 1972 - O Homem de La Mancha, de Dale Wasserman, baseado em Cervantes
- 1973 - Coriolano, de William Shakespeare
- 1974 - Dr. Knock, de Jules Romains
- 1975 - Equus, de Peter Shaffer
- 1976 - A Morte do Caixeiro Viajante, de Arthur Miller
- 1979 - Pato com Laranja, de William Douglas Home
- 1981 - O Homem Elefante, de Bernard Pomerance
- 1982 - Traições, de Harold Pinter
- 1983 - A Amante Inglesa, de Marguerite Duras
- 1984 - É Tudo a Roubar, de Eduardo Damas e Carlos Coelho (em Portugal)
- 1985 - Tartufo, de Molière
- 1985 - Feliz Páscoa, de Jean Poiret
- 1987 - Tributo, de Bernard Slade
- 1988 - Solness, o Construtor, de Henrik Ibsen
- 1988 - Quadrante, texto e direção do próprio Autran
- 1989 - A Vida de Galileu, de Bertolt Brecht
- 1993 - O Céu Tem que Esperar, de Paul Osborn
- 1994 - A Tempestade, de William Shakespeare
- 1995 - As Regras do Jogo, de Noel Coward
- 1996 - Rei Lear, de William Shakespeare
- 1997 - Para Sempre, de Maria Adelaide Amaral
- 1999 - O Crime do Dr. Alvarenga, de Mauro Rasi
- 2000 - Visitando o Sr. Green, de Jeff Baron, com Cássio Scapin
- 2002 - Variações Enigmáticas, de Eric-Emmanuel Schmitt
- 2005 - Adivinhe quem Vem para Rezar, de Dib Carneiro Neto com Claudio Fontana
- 2006 - O Avarento, de Molière

### No cinema
| Ano  | Título                                  | Personagem         | Notas            |
| ---- | --------------------------------------- | ------------------ | ---------------- |
| 1952 | Appassionata                            | Advogado de Sílvia |                  |
| 1952 | Veneno                                  | Médico             |                  |
| 1953 | Uma Pulga na Balança                    | Antenor            |                  |
| 1953 | Destino em Apuros                       | Destino            |                  |
| 1954 | É Proibido Beijar                       | —                  |                  |
| 1960 | Tudo ou Nada                            | —                  |                  |
| 1962 | As Sete Evas                            | Candinho           |                  |
| 1967 | Terra em Transe                         | Porfírio Diaz      |                  |
| 1967 | Mar Corrente                            | Bruno              |                  |
| 1980 | O Menino Arco-Íris                      | Deus               |                  |
| 1985 | Vertiges                                | Eric Hardmour      |                  |
| 1987 | O País dos Tenentes                     | Gui                |                  |
| 1988 | Fogo e Paixão                           | Homem com maleta   |                  |
| 1995 | Felicidade É...                         | Pedro              | Segmento: "Cruz" |
| 1997 | Crônica da Cidade Amada                 | Narrador           |                  |
| 1998 | O Enfermeiro                            | Coronel Felisberto |                  |
| 1998 | Glauces - estudos de um rosto           | Declamador (voz)   | Documentário     |
| 1999 | Tiradentes                              | Pennaforte         |                  |
| 2000 | Oriundi                                 | Dr. Enzo           |                  |
| 2000 | Artifícios                              | —                  |                  |
| 2002 | Poeta de Sete Faces                     | Ele mesmo          | Documentário     |
| 2003 | A Partida                               | Roberto (idoso)    | Curta-metragem   |
| 2006 | A Máquina                               | Antônio no futuro  |                  |
| 2006 | O Ano em que Meus Pais Saíram de Férias | Avô de Mauro       |                  |
| 2007 | O Passado                               | Professor Pusièrre |                  |

### Na televisão
| Ano  | Título                    | Papel                                         |
| ---- | ------------------------- | --------------------------------------------- |
| 1960 | Gabriela, Cravo e Canela  | Tonico Bastos                                 |
| 1979 | Pai Herói                 | Bruno Baldaracci (Nuno)                       |
| 1981 | Os Imigrantes             | Paco Valdez                                   |
| 1983 | Guerra dos Sexos          | Otávio de Alcântara Rodrigues e Silva (Bimbo) |
| 1983 | Guerra dos Sexos          | Dominguinhos da Silva                         |
| 1987 | Sassaricando              | Aparício Varella                              |
| 1990 | Brasileiras e Brasileiros | Zé Avarento                                   |
| 1998 | Hilda Furacão             | Padre Nelson                                  |
| 1999 | Você Decide               | Custódio (episódio O Tesouro da Juventude)    |
| 2004 | Um Só Coração             | ele próprio                                   |

Nota: em 2012/2013 o ator participou de Guerra dos Sexos como uma pintura no quadro da mansão assim como Fernanda Montenegro

### No rádio
- 1957 - Quadrante, programa de cinco minutos da Rádio MEC em que lia crônicas. de Carlos Drummond de Andrade, Cecília Meireles e Dinah Silveira de Queiroz, uma para cada dia da semana. Ia ao ar às 20h, e era repetido no dia seguinte, ao meio-dia. Era um dos programas de maior audiência da emissora.
- 2007 - Quadrante, onde durante a programação da Rádio BandNews interpretava textos de renomados nomes da literatura em língua portuguesa.

.

## Alguns prêmios
- 1953 - Prêmio Saci de melhor intérprete por Antígone, Na Terra Como No Céu e Assim É...(Se Lhe Parece).
- 1956 -  Prêmio Saci de melhor intérprete por Otelo.
- 1965 -  Prêmio Saci de melhor intérprete por Depois da Queda.[46]
- 1964 - Prêmio APCT, de melhor ator por Depois da Queda, de Arthur Miller.
- 1982 - Prêmio Molière de melhor ator por Traições, de Harold Pinter.
- 1987 - Prêmio de melhor ator no Festival de Brasília pela interpretação no filme O País dos Tenentes
- 1988 - Prêmio Air France de melhor ator pela interpretação no filme O País dos Tenentes
- 1989 - Prêmio APETESP especial pelos 40 anos de profissão.
- 2000 - Prêmio APCA e Prêmio Shell de melhor ator de teatro por Visitando o Sr. Green, de Jeff Baron.